# 圣艾格尼斯和圣潘克拉斯教堂
圣艾格尼斯和圣潘克拉斯教堂（Church of St. Agnes and St. Pancras）是英国利物浦托克斯泰斯公园乌尔勒路的一座圣公会教堂，属于圣公会利物浦教区。1975年列为I 级登录建筑。Pevsner把它描述为“到目前为止是利物浦最美丽的维多利亚教堂......教会设计中维多利亚时代晚期贵族的缩影”。

## 历史
教堂建于1883年和1885年之间，耗资28,000 英镑，由股票经纪人道格拉斯·霍尔斯兰德出资。建筑师约翰·拉夫堡皮尔逊。

## 建筑
该堂用红砖建造。